# Rajko Tomović
Rajko Tomović (srbsko Рајко Томовић), srbski računalničar, predavatelj in akademik, * 1. november 1919, † 30. maj 2001.
Tomović je deloval kot redni profesor za računalništvo in biomedicinsko tehniko na Fakulteti za elektrotehniko v Beogradu, tudi kibernetiko na FE v Ljubljani in bil dopisni član Slovenske akademije znanosti in umetnosti (od 18. maja 1989).